# ロンドン・ロード高架橋
ロンドン・ロード高架橋（ロンドン・ロードこうかきょう、London Road Viaduct）は、イギリス南部の都市ブライトンにある高架橋。イースト・コーストウェイ線が通る鉄道橋である。1840年代にブライトン・ルイス・アンド・ヘイスティングス鉄道によって建設された。設計者はジョン・アーペス・ラストリック。27個のアーチを持つアーチ橋でもある。現在も使用されており、第II*級指定建造物にも指定されている。

## 歴史
1837年7月、ロンドン・アンド・ブライトン鉄道の開業を定める法律が通過し、1840年にはショアハムまでの支線、翌年にはブライトン本線が開業した。しかし、ブライトンからルイスへと向かう路線の建設は1846年までずれ込んだ。新会社のブライトン・ルイス・アンド・ヘイスティングス鉄道が建設を担当し、ジョン・アーペス・ラストリックが設計技師に採用された。その後同年7月に2社を含む複数の鉄道事業者が合併し、ロンドン・ブライトン・アンド・サウス・コースト鉄道が発足した。
1840年代、ブライトン駅北東部の土地は開発されておらず、畑が広がっていた。その間を深い谷が南北に通っており、ウェルズボーン川が流れていた。そのため、技師のラストリックはこの谷を盛土で越えるか高架橋で越えるかを決める必要があった。ラストリックは高架橋を選択したが地元住民は盛土を好んだため、彼は大きな反対運動にあった。しかし、彼は計画を実行し1845年5月に工事は着工された。建設工事は10ヶ月を要し、1846年3月に橋が完成した。そしてその2ヶ月後、ブライトン - ルイス間の路線が開業した。
第二次世界大戦中の1943年5月25日、ブライトン最大の空爆が高架橋を襲った。フォッケウルフから投下された爆弾のうち5発が線路を直撃し、高架橋のアーチも一部が破壊され線路が宙吊りになった。しかし線路は24時間以内に修復され、1ヶ月もたたないうちに通常運行に復帰した。ただ、9月に本格的な修復工事が行われるまで、時速15マイル（時速24km）の速度制限が課された。